# Hazdrubal Giskon
Hazdrubal Giskon (𐤏𐤆𐤓‬‬𐤁‬𐤏𐤋 𐤁𐤍 𐤂‬𐤓𐤎𐤊‬𐤍‬; zm. 202 p.n.e.) – kartagiński żołnierz, który podczas II wojny punickiej walczył przeciw Rzymianom w Hiszpanii u boku Hazdrubala Barkasa i w Afryce Północnej u boku Syfaksa, któremu oddał rękę swej córki Sofonisby.
W nocnej bitwie z Scypionem został ranny, ale zdołał zbiec. Kartagińczycy wydali na niego wyrok śmierci za złe sprawowanie dowództwa. Hazdrubal ukrywał się, aby uniknąć śmierci z ręki Scypiona lub z rąk Kartagińczyków. Gdy jednak przybył do stolicy Hannibal, Hazdrubal oddał swe wojska pod jego dowództwo. Został niesprawiedliwie oczerniony przez Hannona. Po odrzuceniu układu pokojowego z Rzymianami zażył truciznę, ukrywając się w grobowcu swego ojca przed podburzonym przeciw niemu tłumem. Według Appiana Kartagińczycy wydobyli stamtąd jego zwłoki, ucięli mu głowę i obnosili ją po mieście na włóczni.
Był wymieniany przez rzymskich historyków Polibiusza i Liwiusza. Jego działania przeciw Rzymianom opisał też Appian z Aleksandrii.